# 제1대 샌드위치 백작 에드워드 몬태규
제1대 샌드위치 백작 에드워드 몬태규(Edward Montagu, 1st Earl of Sandwich, KG, 1625년 7월 27일 ~ 1672년 5월 28일)은 잉글랜드의 귀족, 군인이다. 청교도 혁명에서 왕정복고에 이르는 일련의 정변을 극복하고, 샌드위치 백작가의 시조가 되었다.

## 생애
에드워드 몬태규는 잉글랜드 의회의 하원 의원 시드니 몬태규 경과 폴리나 핍스의 아들로 태어났다. 헌팅던셔 (현재는 캠브리지셔의 일부)의 힌칭브룩 가문에서 자랐다. 초대 맨체스터 백작 헨리 몬테규는 아버지의 백부였고, 청교도 혁명으로 의회파 사령관에 취임한 제2대 맨체스터 백작 에드워드 몬태규는 아버지의 사촌이었으며, 시인으로 제1대장경 핼리팩스 백작 찰스 몬태규는 아버지의 조카에 해당한다. 또한 일기 작가로 알려진 새뮤얼 피프스는 어머니의 조카였으며, 그의 비서로 해군 관료가 되고 해군의 개혁에 공헌했다.
1643년에 보병 연대 소속, 1645년에 헌팅던셔에서 선출된 장기의회의 하원 의원이 되었다. 잉글랜드 내전에서 의회파에 속해 있었으며, 올리버 크롬웰 휘하에서 마스턴무어 전투와 네이스비 전투에 참전했다. 잉글랜드 공화국이 성립된 후 의석을 확보하면서 군에 적을 두었고, 1656년에 잉글랜드 해군 지휘관인 제독에 임명되었다. 1658년에 프랑스 - 스페인 전쟁에서 프랑스와 협력하여 해상에서 덩케르크 항구를 봉쇄했고, 1659년에는 칼 구스타프 전쟁에 방해가 되어 있던 발트해에 함대를 이끌고 네덜란드 해군과 함께 스웨덴을 견제했지만, 연말에 영국에서 정변이 일어나 급히 귀국했다.
1660년 4월에 공화정을 와해시킨 조지 뭉크가 소집한 임시 국회에서 도버와 웨이머스 멜컴리지스에서 선출되었다. 같은 해 5월 뭉크의 명령에 따라 망명 중인 찰스 2세를 함대에 태우고 네덜란드에서 입국시켜 즉위하도록 공을 세웠다.찰스 2세는 그에 대한 포상으로 7월 12일에 에드워드 몬태규에게 샌드위치 백작 작위를 부여했다. 먼 친척 비서였던 새뮤얼 피프스도 해군위원회 장관에 등용된 후, 해군본부 서기장(사무차관 상당)으로 찰스 2세의 동생이자 해군경인 요크 공작 제임스(후의 제임스 2세)와 함께 해군 육성에 매진했다.
1662년 찰스 2세의 결혼 상대였던 브라간사의 카타리나를 포르투갈에서 데려오는 역할을 맡았다. 1665년에 제2차 영국-네덜란드 전쟁이 시작되면서 요크 공작과 함께 해군을 이끌고 로스토프트 해전과 베르겐 해전에서 네덜란드 해군과 교전을 벌였다. 그러나 나포한 네덜란드 상선의 전리품의 처분에 부정이 있었다는 의혹을 받아 이듬해 1666년에 스페인 대사로 좌천되었다. 1672년 제3차 영국-네덜란드 전쟁이 발발하자 해군에 복귀하여, 다시 네덜란드 해군과 다시 싸우게 되었다. 솔베이 해전에서 로얄 제임스를 타고 선두에 섰지만 미힐 더 라위터르가 이끄는 네덜란드 해군의 기습을 받고 혼란에 빠지면서, 화선의 공격을 받아 로얄 제임스가 불타게 되었다. 그는 다른 배를 옮겨 탔지만, 보트가 전복되면서 사망했다.
옷의 잔해로 시신의 신원이 확인되어 웨스트민스터 사원에 묻혔다. 1672년 7월 3일 수요일, 테임즈 강을 따라 의회장을 치른 후 장대한 행렬 속에 웨스트민스트 사원에 매장되었다. 작위는 같은 이름을 가진 아들 에드워드가 계승했다. 18세기에 세 차례 해군경을 맡아 제임스 쿡의 항해를 지원하고 샌드위치 식빵의 이름의 유래가 전해지고 있는 제4대 샌드위치 백작 존 몬태규는 고손자에 해당한다.

## 자녀
에드워드 몬태규 백작은 1642년 제마이마 크루와 결혼하여 10명의 자녀를 낳았다.
- 에드워드 몬태규 (1648년 ~ 1688년) - 제2대 샌드위치 백작
- 시드니 몬태규 (1650년 ~ 1727년)
- 올리버 몬태규 (1655년 ~ 1689년)
- 존 몬태규 (1655년 ~ 1729년)
- 찰스 몬태규 (1658년 ~ 1721년)
- 제마이마 몬태규 (생년 미상 ~ 1671년) - 필립 카트렛 경과 결혼, 2대 그랜빌 백작 존 카트렛 할머니
- 앤 몬태규 (생년 미상 ~ 1729년) - 리차드 엣지카무 결혼 크리스토퍼 몬태규와 재혼
- 캐서린 몬태규 (1660년 ~ 1757년) - 니콜라스 베이컨과 결혼, 발타자르 가드먼과 재혼
- 제임스 몬태규 (1664년 7월 15일 추정)
- 폴리나 몬태규 (1649년 ~ 1669년)

## 참고 문헌
- Ollard, Richard Lawrence (1994). 《Cromwell's Earl : a life of Edward Montagu, 1st Earl of Sandwich》. 런던: HarperCollins. ISBN 0-00-255003-2.
- “Montagu Genealogy”. 2006년 12월 1일에 확인함.
- 런던 가제트' #6911672년 7월 1일 월요일부터, 7월 4일 화요일까지
- The Journal of Edward Montagu, 1st Earl of Sandwich, admiral and general at sea, 1659-1665, edited by R.C. Anderson. Publications of the Navy Records Society, v. 64 (런던, 1929).